# Inmigración ecuatoriana en Italia
La inmigración ecuatoriana en Italia se refiere a un proceso migratorio de ciudadanos provenientes de la República del Ecuador hacia la República Italiana, se trata del segundo grupo inmigrante de origen latinoamericano más grande en dicho país europeo tras los peruanos, constituye también el tercer mayor grupo de ecuatorianos fuera del país tras las comunidades ecuatorianas de España y los Estados Unidos. Actualmente existen más de 130.000 ecuatorianos residiendo en Italia.
Los principales asentamientos ecuatorianos en Italia se encuentran en la ciudad de Milán y su área metropolitana, donde yace más de la quinta parte de los inmigrantes ecuatorianos en el país, también destacan las comunidades ecuatorianas de Génova en Liguria, Roma en el Lacio y Perugia en Umbría.
Existe un nutrido grupo de ecuatorianos no reconocidos como migrantes por poseer ascendencia italiana, es decir son personas naturales nacidas en territorio ecuatoriano con antepasados italianos a los cuales la justicia migratoria italiana considera repatriados y por tal motivo no constan en las estadísticas migratorias.

## Historia
A inicios del siglo XXI el complicado panorama económico y social del Ecuador, producto de la crisis económica en Ecuador de 1998-1999, motivó una ola migratoria, la mayoría prefirió España por motivos lingüísticos y culturales, y Estados Unidos por la relativa cercanía continental, sin embargo una buena parte de este grupo migrante escogió Italia como destino aduciendo su bonanza comercial y políticas migratorias algo más accesibles que el resto de la eurozona, la emigración creció hasta convertirla en la tercera más grande de ciudadanos ecuatorianos en el extranjero, las deudas en Ecuador fueron en su mayor parte saldadas con las remezas provenientes de los compatriotas migrantes.
La tendencia al incremento migratorio de ecuatorianos en Italia se redujo desde el 2010 cuando la bonanza comercial y económica del país dio como resultado una intensa restructuración del sistema financiero y social del Ecuador, de hecho algunos migrantes ecuatorianos en Italia decidieron retornar a su país natal con ayuda gubernamental.
En 2014 un escándalo se produjo entre la justicia migratoria italiana y el Gobierno de Ecuador cuando las leyes italianas obligaban a los migrantes indocumentados a entregar a los hijos que hayan nacido en territorio italiano, como respuesta a todo esto, incluso el presidente Rafael Correa envió a un comité de abogados para asesorar al embajador ecuatoriano en Italia para respaldar a quienes se vieron afectados.
Desde 2015 se evidenció un nuevo incremento de ecuatorianos que intentan ingresar a Italia legal e ilegalmente como resultado de la nueva crisis económica que asoló Ecuador desde la caída del precio del petróleo en 2014. Según la investigadora Emy Díaz con relación a la diáspora ecuatoriana y los datos que corresponden al ISTAT se establece que en Italia se encuentran 70.311 personas residentes que provienen del Ecuador al primero de enero del año 2021. En la ciudad de Génova se ubican un total de 11.574 de los cuales 6.365 son mujeres residentes de origen ecuatoriano. Según la Unión de Cámaras de Italia, la Región de Liguria donde se ubica territorialmente la ciudad metropolitana de Génova, es el área italiana en la cual el porcentaje de mujeres sobre el total de la población es el más alto con un 52,5%.

## Comunidades principales
El Movimiento del Migrante, liderado por Luis Felipe Tilleria, estima que en 2008 había en Italia 73.235 ecuatorianos constituyendo el mayor grupo latino en el país, sin embargo aunque el número de inmigrantes se elevó drásticamente para 2010 con más de 130.000 ecuatorianos residiendo allí, la comunidad peruana era ahora la de mayor presencia de origen latinoamericano en el país. Las principales comunidades de ecuatorianos se hallan en:

### Lombardía
Residían en la región de Lombardía más de 70.000 ecuatorianos principalmente asentados en el Área metropolitana de Milán; esta comunidad ha sido la segunda en crecimiento tras la de Génova, contando el área metropolitana otras ciudades con comunidades significativas son:
- Milán
- Varese
- Como
- Bérgamo

### Lacio
Roma y su área metropolitana alberga la segunda comunidad de ecuatorianos más grande en Italia con cerca de 50.000 en total, dentro de este grupo destaca el perfil laboral de sus migrantes que es más bien técnico a diferencia del de Milán que es más enfocado en la construcción y el de Génova enfocado en el comercio. La Piazza Mancini en el centro de Roma es el principal centro de reunión de la comunidad ecuatoriana aquí.
- Roma
- Latina

### Liguria
En Liguria y en la ciudad de Génova principalmente se encuentra la tercera comunidad ecuatoriana más grande residiendo en Italia con cerca de 30.000 ciudadanos, en esta ciudad las principales actividades de los migrantes son el comercio, el transporte y servicios técnicos (habiendo un número significativo de electricistas). Las principales ciudades además de Génova con presencia ecuatoriana son:
- Génova
- La Spezia
- Savona

Según Pagnotta (2005), la comunidad ecuatoriana en Génova inició a la mitad de los años noventa con alta predominancia de mujeres. En el año 1995 los migrantes peruanos eran la segunda comunidad en Génova con 447 presencias regulares, sin embargo en 1996 fueron superados por los ecuatorianos con 1073. Además Díaz (2022) señala que la feminización de la migración ecuatoriana en Génova, se refleja en las cifras de la instancia municipal de esa ciudad. Así en el año de 1998 un total de 1419 migrantes ecuatorianos habitaban la ciudad, de los cuales 995 eran mujeres. Mientras que en 1999 un total de 2343 ecuatorianos vivían en Génova, y 1601 eran mujeres. En esta línea Emy Díaz (2022) establece que en la experiencia migratoria ecuatoriana de las mujeres en Génova las redes familiares y sociales definitivamente han jugado un papel fundamental tanto en el proceso de integración a través de los permisos de residencia como en la inserción al mercado laboral en la sociedad de destino. Según los datos del Ministerio de Trabajo y Política Social Italiano, la comunidad ecuatoriana está en segundo puesto con 79,6% con la mayor proporción de residentes de larga duración y con antecedentes de mayor antigüedad migratoria, después de la moldava, y sobre la ucraniana y albanesa.  